# Мария Елизавета Австрийская (штатгальтер)
Мария Елизавета Австрийская (нем. Maria Elisabeth von Österreich, 13 декабря 1680 — 26 августа 1741) — эрцгерцогиня Австрийская, наместница Нидерландов.
Мария Елизавета родилась в 1680 году, она была дочерью императора Леопольда I и Элеоноры Нойбургской. Она получила хорошее образование, говорила и писала на немецком, французском, итальянском и латинском языках.
В 1724 году император Карл VI сделал Марию Елизавету штатгальтером Австрийских Нидерландов вместо Евгения Савойского. Прибыв в Брюссель в октябре 1725 года, она стала активно заниматься администраторской деятельностью. Под её руководством местное правительство приняло активное участие в судьбе Остендской компании, когда в 1727 году император был вынужден приостановить её деятельность.
Двор Марии Елизаветы в Брюсселе способствовал развитию культуры и искусства в Австрийских Нидерландах. Она покровительствовала композитору Жану Жозефу Фьокко, а архитектор Жан-Андре Аннессен построил для неё усадьбу Мариенмонт в Морланвельзе, где она проводила каждое лето. В этой резиденции она и скончалась в 1741 году.